# Brivius család

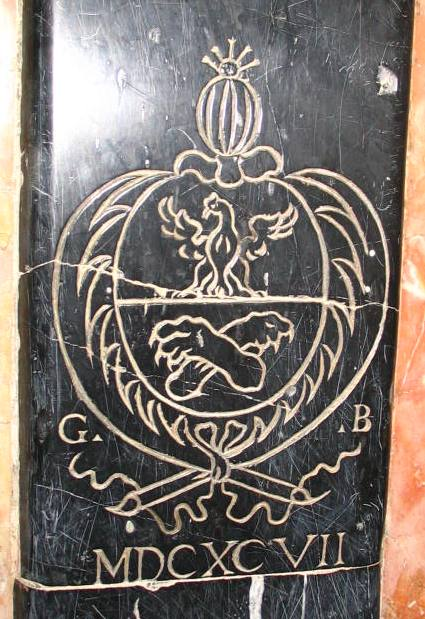
A Brivio család címere

A Broklesi gróf Brivio család (Latin: Brivius de Brokles; Olaszul: Brivio di Brochles) olasz eredetű magyar nemesi család.

## Története
Olaszországi, Milánói származású család. Első ismert őse, Pietro a 15. század végén élt. 
Jakab (1660-1736) és fiai Ferenc-Mária (1680-1732) és Károly (1684-1746) 1708. augusztus 15-én Józseftől Broklesi grófi címet és a királytól címerbővítést kaptak. Jakab 1713-tól Montevecchiai báró lett.

## Külső hivatkozások
- Magyarország címeres könyve
- Nobilitas Hungariae
- [halott link]
- A Brivio család website